# Dracula: Pages from a Virgin's Diary
Dracula: Pages from a Virgin's Diary è un film del 2002 diretto da Guy Maddin.